# フレッド・オ
フレッド・オ（Fred F. Ohr、프레드 오）は、アメリカ合衆国の軍人、歯科医師。韓国系アメリカ人。第二次世界大戦でドイツ軍機を6機撃墜したエースパイロット。

## 生涯
1919年7月15日、アイダホ州に生まれる。6歳の時に郵便局の複葉機を見てパイロットになりたいと願い、母も「願いが十分に強ければ、それは実現する」と応援した。高校の最終学年の時にアイダホ州の州兵第116騎兵隊に入隊。程なくして第116騎兵隊は連邦業務に編入され、騎兵隊から砲兵隊に改編された。これによりオは2年間大学に通うことができた。1940年秋までに軍曹に昇進し、ワイオミング州シャイアンのフォートフランシス E.ワーレンで無線通信士として勤務していた。その間、戦闘機パイロットになることを目指していたが、有色人種に対する偏見によりその機会は訪れなかった。同僚の陸軍航空隊入隊試験に同行した際、理由は不明だが大佐が航空士官候補生の願書を渡してきた。オも試験を受けて合格し、1941年9月に正式な航空士官候補生となった。
1942年に卒業したものの、陸軍航空隊第68資材業務隊（68th Material Service Squadron）に配属され 地上要員として勤務していた。
翌1943年、北アフリカ戦線に展開する第52戦闘航空群第2戦闘飛行隊に転属し、やっと戦闘機に搭乗することができた。オの乗機はスピットファイアで、同年4月9日、西ケルアンでJu-88を撃墜。これが最初の戦果であった。アフリカの枢軸軍壊滅後の1944年春、新たに配備されたP-51に乗り換え、ルーマニア戦線に参加。5月31日、プロイェシュティの油田を攻撃する作戦でBf-109を撃墜。6月11日には、第47中型爆撃航空団（47th Bomb Wing）のB-24によるコンスタンツァの貯油施設攻撃作戦にて護衛任務につき、1機を撃墜。6月16日にも同団の護衛任務でBf-109を撃墜。9月、第2戦闘飛行隊長（大尉）に昇進した。
1944年10月12日、第52戦闘航空群はハンガリーの敵飛行場を攻撃する任務に参加し、第5戦闘飛行隊が先導し、第4戦闘飛行隊が後続、第2戦闘飛行隊は高所を援護していた。目標地域は濃い煙霧がかかっていた。攻撃部隊である第5、第4飛行隊が空戦と対地攻撃を行っている間にフレッド・オは目標とは違う飛行場を攻撃していると判断し、自身の隊のマスタング6機を先導し、180度方向転換して目標に近づいた。飛行場に到着する前に6台のトラック、バス、機関車を攻撃し、次に飛行場を繰り返し攻撃した。この任務でのリーダーシップと率先により、殊勲飛行十字章を授与された。
1944年10月14日、第52戦闘航空群はブレヒハマーへの護衛任務が進行中であったが、目標地に向かう途中で任務中止の連絡を受けた。しかし離陸中の第2戦闘飛行隊には無線の調子が悪かったために伝わらず、そのまま出撃してしまった。目標の飛行場に到達すると、多数の飛行機が駐機しており、攻撃を開始した。弾薬を使い果たし、炎上する機体で覆われた飛行場を後にして帰還した。激怒した航空群指揮官は軍法会議にかけると脅されたが、幸いにも冷静な判断により軍法会議は忘れられた。
1944年11月1日、休息のための帰還命令を受けて帰国し、同月をもって飛行隊長を離任。241の戦闘任務に参加し、3機のBf-109及びFw-190 、Me-210、Ju-88をそれぞれ1機撃墜した。
1946年、退役。同年、エスター・カン（Esther Kang）と結婚。カリフォルニア大学バークレー校とノースウェスタン大学歯学部で学び、1950年、シカゴのクラーク・ストリートで歯科医を開業し、2005年まで営業した。

## 勲章
- シルバースター 2個（1944年）[14][16]
- 殊勲飛行十字章 2個[14][16]
- エア・メダル 19個[14]
- ブロンズスター 1個[2]

## 参考
- James A. Oleson (2012). In Their Own Words - the Final Chapter:True Stories from American Fighter Aces. iUniverse. ISBN 9781450290463
- Tom Ivie, Paul Ludwig (2013). Spitfires and Yellow Tail Mustangs:The U.S. 52nd Fighter Group in World War II. Stackpole Books. ISBN 978-0-8117-1312-2
- Edward T. Chang, Carol K. Park (2019). Korean Americans:A Concise History. The Young Oak Kim Center for Korean American Studies at the University of California Riverside. ISBN 978-0-9982957-4-9
- “Fred F. Ohr Collection” (英語).   Library of Congress. 2020年4月5日閲覧。
- “Fred F. Ohr” (英語).   National Museum of the United States Army. 2025年4月19日閲覧。